# Неко те посматра
Неко те посматра (шп. Alguien te mira) америчка је теленовела, продукцијске куће Телемундо, снимана током 2010. године.
У Србији је емитована током 2011. на Првој телевизији.

## Синопсис
Неколико мртвих упућује на мистериозног серијског убицу, који лишава живота не остављајући трагове и чинећи да сви буду осумњичени за злочин.
Чврсто пријатељство и снови о великом медицинском успеху сјединили су Родрига, Пиједад, Бенхамина и Хулијана, али неочекиван обрт судбине учиниће да се заједнички снови распрше, а срца остану повређена.
Родриго и Пиједад заљубили су се једно у друго за време студентских дана и он је постао лидер групе нераздвојних пријатеља. Сама његова личност, харизма и снага, очарали су Пиједад, која није ни слутила да ће његови испади и зависност од дроге претворити нежну везу у опасни пакао и болесну игру у којој ће Хулијан бити посредник, скривајући љубав коју осећа према девојци свог пријатеља.
Због порока који му је пореметио живот, Родриго одлучује да нестане, усред чудног инцидента који за последицу има једну мртву особу и Пиједад у болници. Одлази на клинику за рехабилитацију, остављајући сломљену Пиједад, која је изгубила сваку наду да ће се поново заљубити. Пет година касније, враћа се како би покушао да исправи грешку и поврати изгубљено, али његови пријатељи нису више исте особе.
Родриго сазнаје да су Пиједад, Хулијан и Бенхамин партери у естетској клиници, док он ради у обичној ординацији. Али за Пиједад прошлост оживљава и она схвата да још увек воли Родрига, свесна чињенице да ће то пољуљати њене намере да покуша да буде срећна са Хулијаном.
Овај сусрет и умешаност у збуњујућу серију злочина узбуркаће животе некада нераздвојних пријатеља, и претворити их у сведоке али истовремено и осумњичене за серију убистава у којима су жртве лепе и успешне жене из високог друштва, убијене на исти начин. Ева Санети прикључује се причи желећи да открије убицу који елиминише све више људи, лагано сужавајући круг осумњичених.

## Улоге
| Глумац:             | Улога:                             |
| ------------------- | ---------------------------------- |
| Дана Гарсија        | Пиједад Естевез                    |
| Кристијан Мајер     | Родриго Кинтана                    |
| Рафаел Амаја        | Хулијан Гарсија                    |
| Давид Чокаро        | Бенхамин Моранде                   |
| Анхелика Селаја     | Ева Санети                         |
| Карла Монроиг       | Матилде Лараин                     |
| Ђералдин Базан      | Татјана Вуд                        |
| Химена Дуке         | Камила Вуд                         |
| Родриго де ла Роса  | Педро Пабло Пенафијел              |
| Ђул Буркле          | Маурисио Остос                     |
| Дијана Франко       | Долорес Лола Моранде               |
| Евелин Сантос       | Луиса Карвахал                     |
| Синтија Олаварија   | Лусија Луси Салдана                |
| Карлос Гарин        | Анхел Малдонадо                    |
| Иван Ернандез       | Хименез                            |
| Андрес Мистахе      | Санчез                             |
| Зулејка Ривера      | Росио Линч                         |
| Каролина Техера     | Валерија Стјуарт                   |
| Рексабет Собалваро  | Данијела Франко                    |
| Ектор Соберон       | Данијел Видал                      |
| Адријана Калтељаки  | Бланка Гордон                      |
| Марта Гонзалез      | Марија Грасија Карпентер           |
| Роберто Гатика      | Николас                            |
| Андрес Котрино      | Емилио Гарсија Лараин              |
| Софија Санабрија    | Ампаро Занети                      |
| Адријана Муњиз      | Марија Есперанса Пенафијел Моранде |
| Никол Арси          | Марија Тереса Пенафијел Моранде    |
| Наталије Медина     | Марија Xecyc Пенафијел Моранде     |
| Данијел Фернандез   | Бенхита                            |
| Емили Алварадо      | Исадора                            |
| Норма Матос         | Вероника                           |
| Карлос Куерво       | Карлос                             |
| Хорхе Ернандез      | Едвард Џејмс Сендберг              |
| Сусана Перез        | Мерседес Лараин                    |
| Хенире Бланко       | Аманда                             |
| Линда Браун         | Марта                              |
| Лук Гранде          | др Гибсон                          |
| Маркел Берто        | Ренато                             |
| Патрисио Дорен      | Балтазар Толедо                    |
| Викторија дел Росал | Амалија Вијеира                    |
| Вивијана Мендес     | Аура                               |